# Зотов, Владимир Борисович
Влади́мир Бори́сович Зо́тов (род. 26 октября 1946 года, с. Новомихайловское Кущевского района Краснодарского края) — советский и российский государственный деятель. Член партии «Единая Россия».
С 1991 года по 2015 год являлся префектом Юго-Восточного административного округа города Москвы. Столь длительное — на протяжении 24 лет — пребывание на должности префекта административного округа является рекордным для Москвы.

## Биография
Окончил Ростовский автомобильно-дорожный техникум, Новочеркасский политехнический институт, аспирантуру Московского автомобильно-дорожного института (МАДИ), обучался в Академии народного хозяйства Совета Министров СССР. Кандидат технических наук, доктор экономических наук, профессор.
Свою трудовую деятельность Зотов В. Б. начал рабочим на строительстве дорог, затем мастером, начальником участка, начальником цеха на предприятиях оборонной промышленности, руководителем предприятия. В последующем вся основная трудовая и научная деятельность Зотова тесно связана с местным самоуправлением и государственным управлением, в том числе он являлся председателем районного Совета народных депутатов и председателем исполкома Ленинградского района в г. Москве.

## Профессиональная и общественная деятельность
С 1991 по 2015 годы работал префектом Юго-Восточного административного округа города Москвы, как высшее должностное лицо органа исполнительной власти на территории, где проживает 1,4 млн человек. После освобождения от должности префекта ЮВАО стал советником мэра Москвы.
Развитие округа характеризуется интенсивным строительством жилья, социальных и спортивных объектов. При непосредственном участии Зотова В. Б. в округе построено 18 млн м кв. жилой площади и около 1000 социальных объектов. По инициативе Зотова В. Б. в Юго-Восточном административном округе сооружено более 230 фонтанов, организовано проведение ежегодных фестивалей цветников, проведение праздников улиц, сооружено более 60-и различных памятников, всем школам, расположенным на улицах носящих имена героев — присвоены имена этих героев.
Зотов В. Б. является автором идеи и организатором строительства «Московской усадьбы Деда Мороза» — наиболее посещаемого детского центра; дворца борьбы им. И.Ярыгина.
Он создал Московский казачий кадетский корпус им. М. А. Шолохова и возглавил попечительский совет этого учреждения.
Зотов В. Б. является организатором Международного фестиваля-конкурса детского рисунка «Вифлеемская звезда»; всероссийского конкурса детского рисунка на темы «Славься, казачество»; всероссийского конкурса статей о своём районе «Моя малая Родина» и издания альманаха этих статей.
Зотов в течение 22 лет заведовал кафедрой «Государственного и муниципального управления» Государственного университета управления. Автор более 300 научных работ, в том числе 12 монографий. Учебник для вузов под редакцией В.Б. Зотова «Система муниципального управления» выдержал пять изданий. В 2007 году авторский коллектив учебника стал лауреатом Премии Правительства Российской Федерации в области образования.
Президент Ассоциации землячеств Москвы.
Почётный Президент Федерации спортивной борьбы Москвы.
Президент Российской Муниципальной Академии.
Почетный председатель Попечительского совета Первой казачьей библиотеки — Культурного центра М. А. Шолохова (ЦБС ЮВАО).

## Награды
Владимир Зотов награждён государственными наградами и наградами различных ведомств и общественных организаций:
- Орден «За заслуги перед Отечеством» III степени (12 июня 2006 года) — за заслуги в социально-экономическом развитии округа и многолетнюю добросовестную работу[9]
- Орден «За заслуги перед Отечеством» IV степени (10 декабря 2001 года) — за высокие достижения в производственной деятельности, большой вклад в укрепление дружбы и сотрудничества между народами и многолетнюю добросовестную работу[10]
- Орден «Знак Почёта» (1991 год)
- Орден «За заслуги перед Ростовской областью» (2022 год)
- Медаль ордена «За заслуги перед Отечеством» II степени (25 мая 2015 года) — за большой вклад в социально-экономическое развитие Российской Федерации, достигнутые трудовые успехи, активную общественную деятельность и многолетнюю добросовестную работу[11]
- Медаль Жукова (1996 год)
- Юбилейная медаль «300 лет Российскому флоту» (1996 год)
- Медаль «За заслуги в проведении Всероссийской переписи населения» (2003 год)
- Медаль «В память 850-летия Москвы» (1997 год)
- Медаль «В память 1000-летия Казани» (2005 год)
- Заслуженный работник транспорта Российской Федерации (2 мая 1996 года) — за заслуги перед государством, большой вклад в строительство Люблинско-Дмитровской линии Московского метрополитена и многолетний добросовестный труд[12]
- Благодарность Президента Российской Федерации Б. Н. Ельцина (1997 год)
- Благодарность Президента Российской Федерации В. В. Путина «За большой вклад в развитие строительного комплекса г. Москвы» (2001 год)
- Благодарность Президента Российской Федерации В. В. Путина (2004 год)
- Благодарность Мэра Москвы С. С. Собянина (2022 год)
- Почётная грамота Совета Министров Республики Беларусь (9 декабря 2004 года) — за большой личный вклад в укрепление и развитие экономических, научно-технических и культурных связей между Республикой Беларусь и городом Москвой Российской Федерации[13]
- Лауреат Премии Правительства Российской Федерации в области науки и техники (1997 год) и образования (2007 год)
- Знак отличия «За безупречную службу городу Москве» (2006 год)
- Почетный работник высшего профессионального образования (2009 год)
- Знак отличия «За заслуги перед Москвой» (2011 год)
- Медаль «За доблестный труд на благо Донского края» (2 декабря 2013 года)[14].
- Лауреат Международной премии имени М. А. Шолохова в области литературы и искусства (2005 год)
- Национальная премия «Имперская культура» имени Эдуарда Володина в номинации «События. Подвиги. Люди» (2011 год)[15]
- Отличник народного просвещения (1993 год)
- Почётный работник жилищно-коммунального хозяйства РФ (2002 год)
- Почётный транспортный строитель (2003 год)
- Почётный работник транспорта РФ (2001 год)
- Почётная Грамота Государственной Думы: «За существенный вклад в развитие законодательства г. Москвы»
- Почётная Грамота МВД: «За оказание содействия внутренним войскам МВД России» (2002 год)
- Медаль «65 лет обороны Москвы» (2006 год)
- Памятная медаль «65 лет Победы в Великой Отечественной войне 1941—1945 гг.» Российского оргкомитета «Победа» (2010 год)
- Медаль «За заслуги в ветеранском движении» (2009 год)
- Медаль «За содружество во имя спасения» (2009 год)
- «Диплом чести» и золотой орден «За развитие спортивной борьбы во всем мире» — награда Международной организации объединённых стилей борьбы FILA
- Награждён международным суверенным орденом «Св. Станислава» в ранге Рыцаря Кавалерской степени (фонд Св. Станислава) (2004 год)

Награды Русской Православной Церкви:
- Орден «Святого Сергия Радонежсого 2-й степени» (2001 год)
- Орден «Святого Благоверного Князя Даниила Московского 2-й степени» (1996 год)
- Орден «Во имя Святого Равноапостольного Великого Князя Владимира 3-й степени» (1999 год)
- Орден «Преподобного Андрея Рублева III степени» (2003 год)
- Медаль «Святого Благоверного Князя Дмитрия Московского» (1995 год)
- Медаль «За жертвенное служение Отечеству» — «Россия Православная»
- Орден «Преподобного Серафима Саровского III степени»
- Медаль Святых равноапостольных братьев Кирилла и Мефодия (2007 год)

## Труды
- 50 шагов к успеху карьеры руководителя: бери и делай! Секреты практика, прошедшего путь от машиниста бульдозера до министра / В. Б. Зотов. — 2-е изд., перераб. и доп. — М.: Юстицинформ, 2023. — 92 с.
- 50 шагов к успешной карьере руководителя. Секреты практика, прошедшего путь от машиниста бульдозера до министра / В. Б. Зотов. — М.: Юстицинформ, 2022. — 72 с.
- Префекты от Древнего Рима до наших дней — власть государственная: 2-е изд, испр. и доп. — М.: Райт Принт, 2011 г. — 116 с.
- Система муниципального управления в схемах: Учебное пособие: изд. третье, доп. и перер. — Ростов-на-Дону: Феникс, 2011. — 203 с.
- Система муниципального управления: Учебник для вузов под ред. Зотова В. Б.- 5-е изд., испр. и доп. — Ростов н/д: Феникс, 2010. — 717 с.
- Справочник муниципального служащего/ В. Б. Зотов. — Ростов-на-Дону: Феникс, 2009. — 351 с. — (Закон и общество).+DVD
- Россия в современном мире (демократия, нищета или богатство, чем гордиться?). — М.: Юго-Восток-Сервис, 2008. — 44 с. (недоступная ссылка)
- Система муниципального управления: Учебник для вузов. 4-е изд./Под ред. В. Б. Зотова. — СПб.: Питер, 2008. — 512 с. — (Серия «Учебник для вузов»).
- Система муниципального управления в схемах. Учебное пособие. — М: ГУП «Юго-Восток-Сервис», 2007. — 188 с.
- Система муниципального управления под ред. Зотова В. Б.: Учебник для вузов/3-е изда-ние — М.: ОЛМА-Пресс, 2007. (недоступная ссылка)
- Продовольственная безопасность России. — М., Издательский дом НП, 2006. — 224 с.
- Система муниципального управления под ред. Зотова В. Б.: Учебник для вузов/2-е изда-ние — М.: ОЛМА-Пресс, 2006.
- Система муниципального управления: Учебник для вузов под ред. Зотова В. Б.- СПб.: Питер, 2005.
- Муниципальное управление. Учебник для вузов. — М: ЮНИТИ-ДАНА, 2002. — 279 с.
- Территориальное управление (методология, теория, практика). — М.: ИМ-Информ, 1998.-320 с.
- Жилищно-коммунальный комплекс в системе управления города (монография). — М: Издательство ГАУ, 1996
- Совершенствование территориального управления жилищно-коммунальным комплексом (ЖКК) в крупном городе (монография). — М: Интерфейс, 1995.
- Местное самоуправление и муниципальное управление. 100 вопросов — 100 ответов: Словарь-справочник под редакцией Зотова В.Б (недоступная ссылка). Изд. Ось-89-2007 г.
- Местное самоуправление. Энциклопедия под редакцией Зотова В. Б. издательство Феникс 2010 г.

## Интервью
- Префект Юго-Восточного округа Владимир Зотов: В сентябре этого года мы откроем две станции метро. Интервью корреспондентам «Вечерней Москвы» от 18 февраля 2013 года.
- Префект Юго-Восточного округа Москвы Владимир Зотов: «Чиновники должны чаще ножками ходить по городу». Интервью корреспондентам «Комсомольской правды» от 17.08.2012 года.
- Префект Юго-Восточного округа Москвы Владимир Зотов: «Нелегалов в столице станет меньше». Интервью корреспондентам «Комсомольской правды» от 29.08.2013 года.